# Bigfoot (відеогра)
Bigfoot — відеогра, розроблена українською компанією Cyber Light Game Studio у 2017 році. Виконана у жанрі Survival horror.

## Ігровий процес
Гра є унікальною можливістю зібрати команду друзів чи відправитися в одиночну експедицію в ліси диких заповідників і відчути себе справжнім мисливцем Бігфутів.
Вам належить полювати в різних погодних умовах. І вдень і вночі ви маєте вистежувати цих невловнийх істот по слідах, ставити капкани і приманки, розміщувати камери, запускати дрон для розвідки.
У грі велика увага приділяється вивченню місцевості, ви можете знайти занедбані туристичні табори, нещодавно заселені будинки мисливців, глибокі печери.
Але пам'ятайте: Бігфут не єдина небезпека в цих лісах, захищатися треба і від інших тварин, наприклад, вовків та ведмедів.
У порятунку вам допоможуть різні ресурси, які можна збирати і використовувати, а також можливість ставати табором з багаттям із наметами. Але чи зможете ви дійсно врятуватися?

## Сюжет
Все почалося навесні 2016 року. У місцевих газетах і по телебаченню стали часто з'являтися повідомлення про дивні зникнення туристів, відпочивальників в Національному Парку.
Поліція і місцеві жителі неодноразово влаштовували пошуки зниклих людей і часто знаходили їх убитими або навіть розірваними на частини.
Одні очевидці говорять, що бачили щось схоже на величезну людину покриту шерстю, а інші чули неймовірні крики з лісу не схожі на звуки відомих тварин або людини.
Поліція впевнена, що це просто нещасний випадок, адже група поїхала сплавлятися по річці. Але тільки Ви впевнені, що в цьому точно замішана одна з найневловиміших істот, яку називають Бігфут або Снігова людина.
Буквально днями з'явилося ще одне повідомлення про зникнення групи геологів. Ви розумієте, що далі так тривати не може і вирішуєте відправитися в заповідник, щоб докопатися до істини…

## Розробка
Розробка гри почалася улітку 2016.
- 15 червня 2016 року було випущено перший трейлер гри[6].
- 11 липня 2016 року почалось голосування за потрапляння гри у Steam, яке гра пройшла 26 липня 2016 року[7].
- 31 січня 2016 року бета-тест було завершено і гра стала доступною для придбання у Steam, на версії 1.1.0[8].
- 31 липня 2018 року вийшла версія 2.0 з новими мапою, інструментами, а також штучним інтелектом[9].